# Косчагільський сільський округ
Косчагі́льський сільський округ (каз. Қосшағыл ауылдық округі, рос. Косчагильский сельский округ) — адміністративна одиниця у складі Жилиойського району Атирауської області Казахстану. Адміністративний центр — село Косчагіл.
Населення — 4200 осіб (2021; 4287 у 2009, 4512 у 1999, 14083 у 1989).
Станом на 1989 рік існували Біїкжальська селищна рада (смт Біїкжал, село Муняйли), Каратонська селищна рада (смт Каратон), Косчагильська селищна рада (смт Косчагил, села Тургизба, Шубиртпали, селища Атанак, Карагай) та Сарикамиська селищна рада (смт Сарикамис). 1993 року утворено Біїкжальська селищна адміністрація (селище Біїкжал), Каратонська селищна адміністрація (селище Каратон), Косчагільська селищна адміністрація (селище Косчагіл, села Карагай, Тургизба, Шубиртпали) та Сарикамиська селищна адміністрація (селище Сарикамис), село Мунайли перебувало у складі Аккізтогайського сільського округу. Після 1999 року село Мунайли передано до складу Косчагільського сільського округу. 2000 року було ліквідовано селище Каратон (переселено до нового селища Жана-Каратон, яке станом на 1999 рік входило до складу Каратонської селищної ради, та міста Атирау), 2004 року було ліквідовано селище Біїкжал, села Мунайли та Шубиртпали, 2006 року — село Кенарал, 2007 року — селище Сарикамис (переселено до селища Жана-Каратон та міста Атирау), 2013 року — село Тургизба.

## Склад
До складу округу входять такі населені пункти:
| Населений пункт  | Колишні назви | Населення, осіб (1989) | Населення, осіб (1999) | Населення, осіб (2009) | Населення, осіб (2021) |
| ---------------- | ------------- | ---------------------- | ---------------------- | ---------------------- | ---------------------- |
| Кенарал, село    | Атанак        | 398                    | 198                    | -                      | -                      |
| Біїкжал, селище  | -             | 718                    | 0                      | -                      | -                      |
| Карагай, село    | -             | 577                    | 112                    | 226                    | 151                    |
| Каратон, селище  | -             | 4813                   | 0                      | -                      | -                      |
| Косчагіл, село   | Косчагил      | 2465                   | 3790                   | 3935                   | 4049                   |
| --Тургизба, село | -             | 316                    | 198                    | 126                    | -                      |
| Мунайли, село    | Муняйли       | 350                    | 42                     | -                      | -                      |
| Сарикамис, село  | -             | 4089                   | 0                      | -                      | -                      |
| Шубиртпали, село | -             | 357                    | 172                    | -                      | -                      |